# Utricularia bosminifera
Utricularia bosminifera är en tätörtsväxtart som beskrevs av Ostenfeld. Utricularia bosminifera ingår i släktet bläddror, och familjen tätörtsväxter. Inga underarter finns listade i Catalogue of Life.